# 9,10-Dihydro-9-oxa-10-phosphaphenanthren-10-oxid
9,10-Dihydro-9-oxa-10-phosphaphenanthren-10-oxid ist ein Phosphinsäureester, wobei ein Phosphor- und ein Sauerstoff-Atom in das Grundgerüst eines Phenanthrens integriert vorliegen. Die Verbindung besitzt flammhemmende Eigenschaften und ist Stammverbindung für eine Vielzahl von hochwirksamen halogenfreien Flammschutzmitteln für thermoplastische und duroplastische Kunststoffe.

## Herstellung
Die Synthese von 9,10-Dihydro-9-oxa-10-phosphaphenantren-10-oxid wurde erstmals 1972 in der Patentliteratur erwähnt, aber nicht in den Beispielen beschrieben. 
Bei der Reaktion von 2-Phenylphenol mit Phosphortrichlorid in Gegenwart der Lewis-Säure Zinkchlorid entsteht bei hohen Temperaturen (ca. 180 °C) unter Chlorwasserstoffabspaltung das auch als DOP-Cl bezeichnete 6-Chlor-(6H)-dibenz[c,e][1,2]-oxaphosphorin in 96%iger Ausbeute. 
Die Umsetzung des DOP-Cl zu DOPO erfolgt durch Erhitzen mit Wasser zunächst auf 110 °C, dann auf 180 °C, wobei DOPO quantitativ in hoher Reinheit anfällt.
Bei der Hydrolyse des DOP-Cl mit verdünnter Salzsäure und anschließender Destillation im Vakuum erhält man DOPO in sehr hoher Ausbeute (98 %) und exzellenter Reinheit (99,25 %).

## Eigenschaften
9,10-Dihydro-9-oxa-10-phosphaphenantren-10-oxid ist ein Feststoff, der bei der Synthese als weißes kristallines Pulver anfällt. Die Verbindung ist praktisch wasserunlöslich, löst sich aber in vielen organischen Lösungsmitteln. Das 6H-Dibenzo[c,e][1,2]oxaphosphorin-6-on (Tautomer I) liegt im tautomeren Gleichgewicht mit 6-Hydroxy-(6H)-dibenzo[c,e][1,2]oxaphosphorin (Tautomer II) vor und hydrolysiert unter Ringspaltung zu 2'-Hydroxydiphenyl-2-phosphinsäure.

## Anwendungen
9,10-Dihydro-9-oxa-10-phosphaphenantren-10-oxid wird als halogenfreies Flammschutzmittel u. a. in Polyolefinen und Epoxidharzen – oft in Mischungen mit anderen, z. B. intumeszent wirkenden brandhemmenden Mitteln – eingesetzt. Die flammhemmende Wirkung wird auf die Bildung reaktiver Radikale vom Typ PO• und HPO• in der entstehenden Gasphase bei der Pyrolyse des Materials (engl. gas phase mechanism) zurückgeführt. 
Nachteilige Eigenschaften von DOPO als Flammschutzmittel sind seine Hydrolyseneigung und seine relativ niedrige Zersetzungstemperatur (< 200 °C), die es zum Schutz vieler nur bei Temperaturen über 200 °C verarbeitbaren thermoplastischer Polymere ungeeignet macht. Entscheidend für die flammhemmende Wirkung ist zudem die möglichst genaue Abstimmung der Zersetzungspunkte von Additiven und Polymeren, da extrem hochschmelzende Flammschutzmittel im Bereich der Zersetzungstemperatur des Polymers eventuell noch keine (oder zu wenig) reaktive Radikale in der Gasphase bilden.
In den letzten Jahren wurde eine Reihe von DOPO-Derivaten, insbesondere zur Anwendung in Epoxidharzen für Elektro- und Elektronikanwendungen synthetisiert, die hydrolysestabil sind und wesentlich höhere Schmelzpunkte (bis 320 °C) aufweisen.
Interessant sind auch bifunktionelle Derivate (wie z. B. DOPO-HQ), die in die Polymerkette eingebaut werden können, wobei Entmischung und Diffusion des Flammschutzmittels verhindert wird. Allerdings führt der Einbau meist zu einer unerwünschten Absenkung der Glasübergangstemperatur Tg des Polymers, was bei der Verbindung DOPO-HQ nicht der Fall sein soll. 
Besonders geeignet erscheinen bereits bei geringen Zugabemengen (<5 %) wirksame hochschmelzende stickstoffhaltige DOPO-Derivate wie EDA-DOPO, bei deren flammhemmender Wirkung Synergien zwischen Phosphor und Stickstoff eine Rolle spielen könnten.
DOPO wird zudem einer Vielzahl von Polymeren, wie z. B. ABS (Acrylnitril-Butadien-Styrol), Polypropylen, Phenolharzen oder Alkydharzen zum Schutz gegen Verfärbungen zugesetzt. DOPO wirkt antikorrosiv und hemmt die Oxidation von Kupfer.
Wegen seiner einfachen Funktionalisierung und seiner planaren Molekülgestalt eignet sich DOPO als Ausgangsstoff für Organische Leuchtdioden (OLEDs).